# ميلين فيليف
ميلين فيليف (بالبلغارية: Милен Велев)‏ مواليد 4 سبتمبر 1971 في صوفيا، هو لاعب كرة مضرب بلغاري سابق بدأ مسيرته كمحترف سنة 1991 وكان يلعب باليد اليمنى، اعتزل اللعب في 2002. أعلى تصنيف له في الفردي كان المركز الـ 121 في سنة 1993. أعلى تصنيف له في الزوجي كان المركز الـ 253 في سنة 1998.

## روابط خارجية
- ميلين فيليف على موقع رابطة محترفي التنس (الإنجليزية)
- ميلين فيليف على موقع الاتحاد الدولي لكرة المضرب (الإنجليزية)
- ميلين فيليف على موقع كأس ديفيز (الإنجليزية)
- ميلين فيليف على موقع خلاصة التنس.كوم (الإنجليزية)